# Jim Kelly
Jim Kelly (Paris, Kentucky, 5 mei 1946 – San Diego, 29 juni 2013) was een Amerikaans acteur en vechtkunstenaar.
Kelly studeerde aan de Universiteit van Louisville en was geïnteresseerd in martial arts, met name in Shoryn-ryu Karate. Van 1968 tot 1971 won hij vier opeenvolgende kampioenschappen. Hij opende zijn eigen dojo.
In 1973 speelde hij naast Bruce Lee in de film Enter the Dragon van producent Warner Bros. Deze verschijning leidde tot hoofdrollen in een reeks van blaxploitation-films. De bekendste is Black Belt Jones uit 1974 van Enter the Dragon-regisseur Robert Clouse.
In 1975 werd Kelly de op een na beste tennisser in Californië. Na 1982 had hij nog wat kleine rollen en trok zich terug in een sportschool in Californië. Hij werkte ook als een professionele tennisleraar.
Kelly overleed op 29 juni 2013 op 67-jarige leeftijd.

## Filmografie
- Melinda (1972) als Charles Atkins
- Enter the Dragon (1973) als Williams
- Black Belt Jones (1974) als Black Belt Jones
- Three the Hard Way (1974) als Mister Keys
- Golden Needles (1974) als Jeff
- Take a Hard Ride (1975) als Kashtok
- Hot Potato (1976) als Jones
- Black Samurai (1977) als Robert Sand
- The Tattoo Connection (1978) als Lucas
- Death Dimension (1978) als rechercheur J. Ash
- The Amazing Mr. No Legs (1981)
- One Down, Two to Go (1982) als Chuck
- Highway to Heaven (1985-1986)/tv) als verslaggever
- Stranglehold (1994) als uitvoerder nr. 4
- Macked, Hammered, Slaughtered and Shafted (2004) als zichzelf
- Afro Ninja (2009) als Cleavon Washington